# 阿尔泰共和国国旗
阿爾泰共和國國旗，為俄羅斯聯邦阿爾泰共和國之國旗；旗幟是由藝術家V. P. Chukuyev所設計，為淡藍色與白色之四條紋雙色旗。該旗幟條紋的寬度由上至下為67、4、4、25。白色象徵永恆，也代表著復興、愛、與人民對共和國的認同；淡藍色象徵潔淨、山脈、河流、湖泊與天堂。

## 沿革
- 1992年5月3日正式採用為阿爾泰共和國之共和國旗幟，於7月2日通過阿爾泰共和國之憲法規定；寬與長度比例為1:2[1]。
- 1993年3月3日由阿爾泰共和國最高委員會，通過了國旗相關之規定[2]。
- 1994年6月29日由於俄羅斯原國旗1:2的比例改為2:3之下[3]，阿爾泰共和國旗幟之寬與長度比例也改為2:3[4]。
- 2003年4月24日再次改回1:2[5]。目前实际使用旗帜比例为2:3。

## 外部連結
- 世界旗幟 （页面存档备份，存于）（英文）
- 阿爾泰共和國旗幟聲明 （页面存档备份，存于）（俄文）
- 阿爾泰共和國官方網站 （页面存档备份，存于）（俄文）